# 大概会出演唱会DVD、不过现场看机会有限！AKB48夏日祭！
大概會出演唱會DVD、不過現場看機會有限！AKB48夏日祭！（日语：ライブDVDは出るだろうけど、やっぱり生に限るぜ！ AKB48夏祭り）是日本女子偶像組合AKB48於2008年8月23日在日比谷野外音樂堂舉行的演唱會，為AKB48第一個戶外演唱會。參加的成員包括AKB48及SKE48。

## 概要
這次演唱會為AKB48第一次戶外演唱會。由於出演當天天氣惡劣及下雨，因此在表演時經常出現成員滑倒的事件。
此外，AKB48六期生亦在這次演唱會中首次出演。

## 參加成員
團隊所屬以演出時為準
- AKB48[7]
  - Team A
    - 板野友美、大江朝美、大島麻衣、川崎希、北原里英、小嶋陽菜、駒谷仁美、佐藤亞美菜、佐藤由加理、篠田麻里子、高橋南（高橋みなみ）、戶島花、中西里菜、成田梨紗、藤江麗奈（藤江れいな）、前田敦子、峯岸南（峯岸みなみ）、宮崎美穗

  - Team K
    - 秋元才加、梅田彩佳、大島優子、大堀惠、奧真奈美、小野惠令奈、河西智美、倉持明日香、小林香菜、佐藤夏希、成瀨理沙、野呂佳代、早野薫、增田有華、松原夏海、宮澤佐江

  - Team B
    - 井上奈瑠、浦野一美、多田愛佳、柏木由紀、片山陽加、佐伯美香、早乙女美樹、指原莉乃、田名部生來、仲川遥香、仲谷明香、仁藤萌乃、野口玲菜、平嶋夏海、松岡由紀、米澤瑠美、渡邊麻友

  - 研究生
    - 有馬優茄、石田晴香、內田真由美、瓜屋茜、大家志津香、小原春香、鈴木菜繪、近野莉菜、冨田麻友、中田千智（中田ちさと）、中塚智實、中西優香（移籍至SKE48）、畑山亞梨紗、藤本紗羅、村中聰美
    - 六期生：高城亞樹、片野友里恵、野中美鄉
- SKE48[8][9]
  - 稻垣保奈美（稲垣ほなみ）、大矢真那、尾關喜春（尾関きはる）、小野晴香、桑原瑞希（桑原みずき）、佐藤聖羅、佐藤實繪子、柴木愛子、新海里奈、鈴木綺羅（鈴木きらら）、高井月奈（高井つき奈）、高田志織、出口陽、平田璃香子、平松可奈子、前川愛佳、松井珠理奈、松井玲奈、松下唯、森紗雪、矢神久美、山下萌（山下もえ）、中西優香（從AKB48移籍）

## 曲目[6][10]
- 所有時間為日本時間。
- 舉行時間：入場時間17:15、出演時間18:00[1]

1. overtune
2. Dear my teacher - Team A（北原、宮崎除外）
3. 最終鐘聲鳴響（最終ベルが鳴る） - Team K
4. 初日 - Team B（仁藤除外）
5. 想見你 - Team A、K、B、研究生
6. MC1 - 全員
7. 沙灘的櫻桃（渚のCHERRY） - 渡邊（中心）、仲川、片山、多田
8. 淚之湘南（涙の湘南） - 浦野、篠田、大島麻、小嶋、佐藤由
9. 用飛吻擊落他！（投げキッスで撃ち落せ!） - 前田、板野、藤江、成田、平嶋、峯岸
10. 對不起 我的寶石（ごめんね ジュエル） - 大島優、增田、梅田、倉持（伴舞：大家、冨田、石田、鈴木、畑山、中西優）
11. 玻璃般的我愛你（ガラスの I LOVE YOU） - 北原、仁藤、指原、宮崎
12. 純愛的漸強音（純愛のクレッシェンド） - 高橋、峯岸、小嶋
13. 雨中動物園（雨の動物園） - 小野、奧、早野、松原、梅田、小林、野呂、成瀨
14. 鏡中的聖女貞德（鏡の中のジャンヌ．ダルク） - 浦野、米澤、指原、早乙女、田名部
15. Blue rose - 佐伯、秋元、柏木、宮澤
16. 雄蕊雌蕊夜之蝶（おしべとめしべと夜の蝶々） - 大堀、河西
17. MC2 - 佐藤由、小嶋、板野、大島麻、前田、高橋、峯岸、篠田
18. 浪漫、不需要（ロマンス、イラネ） - 板野、大島麻、小嶋、佐藤由、篠田、高橋、藤江、前田、峯岸、秋元、大島優、小野、河西、佐藤夏、野呂、近野
19. RUN RUN RUN - 大江、川崎、駒谷、佐藤亞、戶島、中西里、成田、奧、大堀、倉持、小林、成瀨、早野、增田、松原、宮澤
20. 呀喝B！（ワッショイB!） - Team B（仁藤除外）
21. 不開心的美人魚（ご機嫌ななめなマーメイド） - Team B（仁藤除外）（伴舞：小原、仁藤、北原、中田、藤本、中西優、不詳2名）
22. 化作滾石吧（転がる石になれ） - Team K
23. 梅樂斯之路（メロスの道） - Team K（伴舞：研究生12名）
24. Only today - Team A（北原、宮崎除外）
25. 裙襬飄飄（スカート、ひらり） - Team A（北原、宮崎除外）
26. MC3 - Team A
27. 櫻花的花瓣們（桜の花びらたち） - Team A、K、B

安可曲
1. Virgin Love - 研究生
2. Baby! Baby! Baby! - Team A（北原、宮崎除外）
3. MC4 - 宮澤、平嶋、大堀、渡邊、小野、河田、大島優、浦野、秋元
4. Party開始了（PARTYが始まるよ） - SKE48（包括中西優）
5. MC5 - 柏木、渡邊、大島麻、高橋、大島優、宮澤
6. 我的太陽（僕の太陽） - Team A、K、B
7. AKB48 - Team A、K、B、研究生
8. MC6 - 全員
9. BINGO! - Team A、K、B、研究生

## 公佈
- AKB48的姐妹團體，以名古屋市中部榮為根據地的SKE48在本演唱會正式披露。
- 當時為AKB研究生的中西優香在演唱會中發表移籍至SKE48[11]。
- 在2008年2月與DefSTAR Records解約後，正式公佈與國王唱片簽約，並於10月發表最新單曲《大聲鑽石》[12]。

## DVD
演唱會的DVD同樣由AKS於2008年11月20日發行，內容包括演唱會及幕後花絮。同時亦發售Premium Box版本，內容包括DVD、演唱會的歌曲CD、96頁寫真集、生寫真5張及A5th公演「機尾雲」圍巾。
幕後花絮分別由前田敦子、大島麻衣及高橋南作為旁白，而指原莉乃及仁藤萌乃則負責拍攝成員的排練情況。